# St. Jakob-Park
El St. Jakob Parkⓘ (en español: Parque de San Jacobo) es un estadio de fútbol situado en la ciudad de Basilea, en el cantón de Basilea-Ciudad en Suiza. Es el estadio más grande del país y sirve de sede habitual al FC Basilea de la Superliga de Suiza. El "Joggeli", diminutivo de "Jakob" en el dialecto local, como lo apodan los lugareños, fue construido originalmente con una capacidad de 33.433 asientos. El aforo se elevó a 42.500 plazas para la disputa de la Eurocopa 2008, que se celebró en Suiza y Austria; después del torneo se eliminaron varios escaños, creando así más espacio entre ellos. Por lo tanto, la capacidad se redujo a 38.512 plazas para los partidos de la Superliga suiza o a 37.500 plazas para los partidos internacionales. La capacidad máxima para conciertos es de 40.000 plazas.

## Historia
El diseño es obra de la firma suiza Herzog & de Meuron, los mismos que trabajaron en el Allianz Arena de Múnich. La construcción comenzó el 13 de diciembre de 1998, en sustitución del antiguo St. Jakob Stadion. El partido de reapertura se disputó el 15 de marzo de 2001.
La "Genossenschaft SJP" es propietaria oficial del estadio, mientras que el estadio en sí es administrado por "Basel United". La construcción del estadio costó alrededor de 220 millones de francos suizos ( US$ 132 millones, € 143 millones en marzo de 2001). 
El estadio posee categoría 4 estrellas por la UEFA, que es el mayor número de estrellas que se le puede otorgar a un estadio de este tamaño.
En 2002 fue uno de los cuatro estadios sedes de la Eurocopa Sub-21 disputada en Suiza, ocasión en la que albergó la final del torneo.
St. Jakob Park fue elegido como una de las 8 sedes de la Eurocopa 2008, siendo una de las 4 ciudades sedes en Suiza, junto con Zúrich, Ginebra y Berna, en un torneo donde el país de los Alpes y Austria serían los organizadores.
Además acogió la final de la Europa League 2016 en que el Sevilla venció al Liverpool por 3-1. 

## Eventos

### Eurocopa 2008

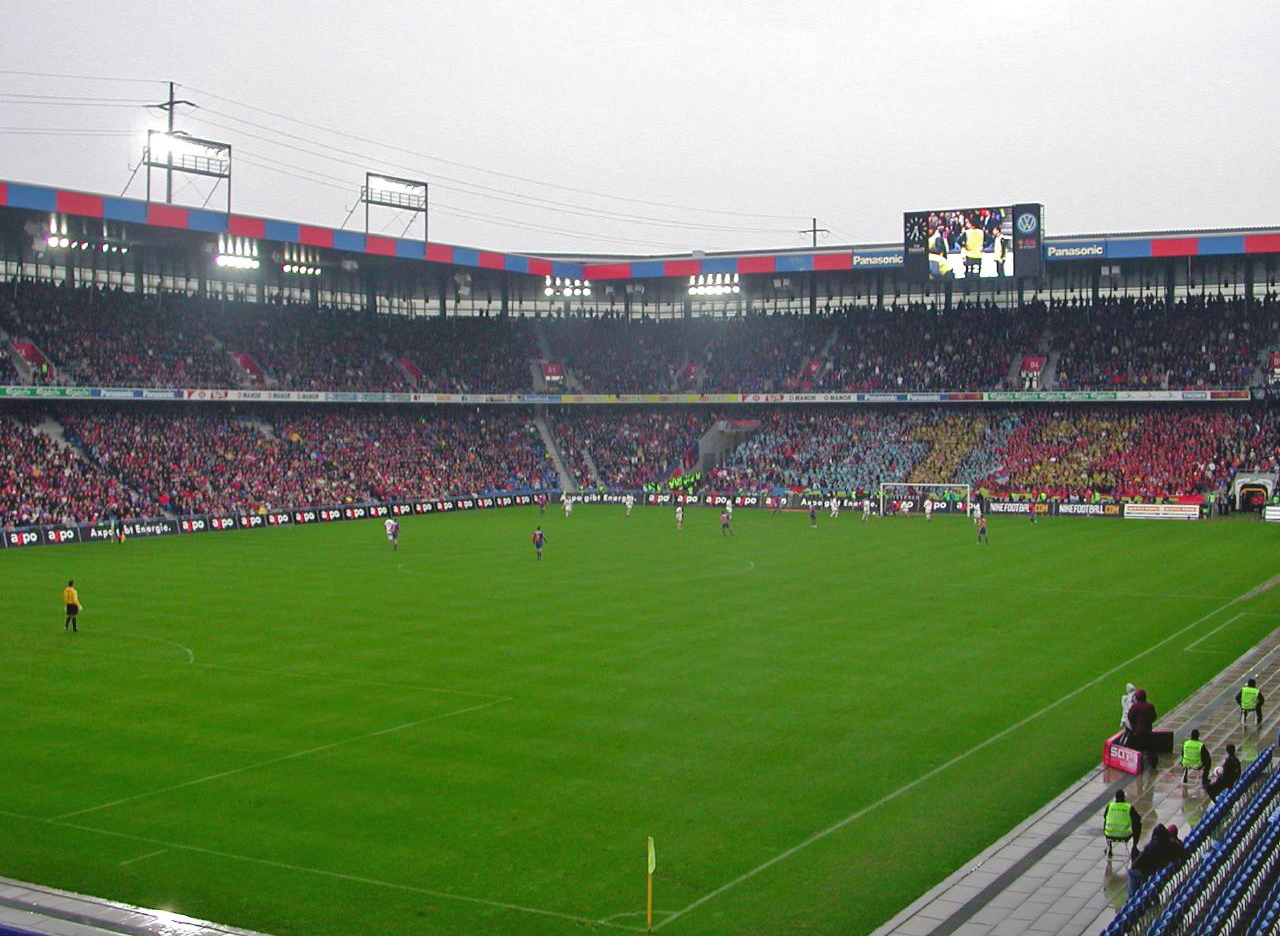
St Jakob-Park.

En la Eurocopa 2008 acogió 6 partidos.

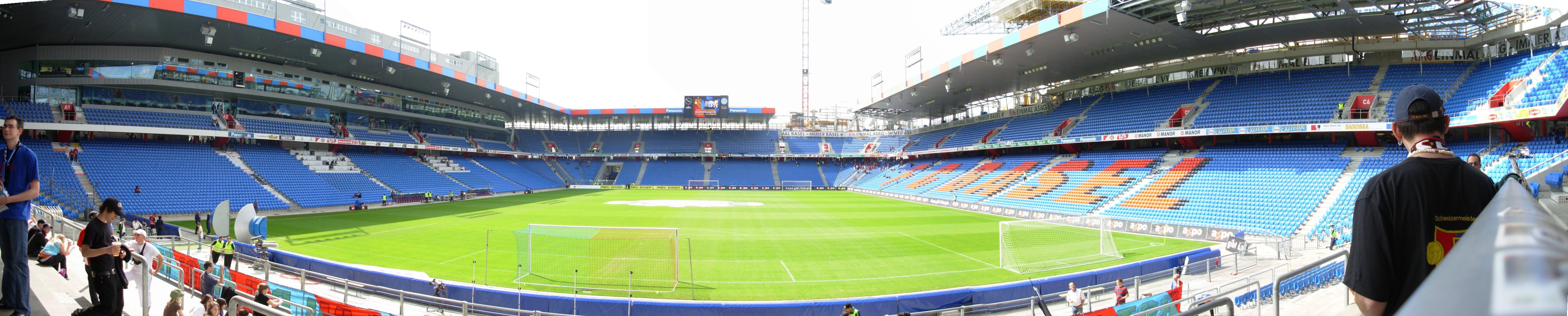
Panorámica del estadio.

| Fecha               | Selección #1 | Resultado | Selección #2    | Ronda                 | Espectadores |
| ------------------- | ------------ | --------- | --------------- | --------------------- | ------------ |
| 7 de junio de 2008  | Suiza        | 0–1       | República Checa | Primera fase, Grupo A | 39 730       |
| 11 de junio de 2008 | Suiza        | 1–2       | Turquía         | Primera fase, Grupo A | 39 730       |
| 15 de junio de 2008 | Suiza        | 2–0       | Portugal        | Primera fase, Grupo A | 39 730       |
| 19 de junio de 2008 | Portugal     | 2–3       | Alemania        | Cuartos de final      | 39 374       |
| 21 de junio de 2008 | Países Bajos | 1–3       | Rusia           | Cuartos de final      | 38 374       |
| 25 de junio de 2008 | Alemania     | 3–2       | Turquía         | Semifinales           | 39 374       |

### Festival de Eurovisión 2025
En 2025, mediante el sobrenombre ArenaPlus, el estadio fue utilizado como lugar soporte para el Festival de la Canción de Eurovisión 2025 con el objetivo de albergar más espectadores. El concurso se realizó en el mes de mayo en el St. Jakobshalle, recinto cercano al estadio.